# ダヌツ・コマン
ダヌツ・ドゥミトール・コマン（ルーマニア語: Dănuț Dumitru Coman, 1979年3月28日 - ）はルーマニア・アルジェシュ県シュテファネシュティ出身の元サッカー選手。ポジションはゴールキーパー。

## 来歴
1998年2月28日、FCディナモ・ブカレスト戦でディヴィジアAに初出場した。
2005年1月、FCアルジェシュ・ピテシュティからFCラピド・ブカレストに移籍した。同年9月15日、UEFAカップ 2005-06・1回戦のフェイエノールト戦でUEFAカップに初出場した。ラピド・ブカレストはグループステージでスタッド・レンヌ、FCシャフタール・ドネツク、PAOKテッサロニキに勝利し、決勝トーナメントに進出した。ラウンド32でヘルタ・ベルリン、ラウンド16でハンブルガーSVのドイツ勢に勝利したが、準々決勝で同じルーマニアのFCステアウア・ブカレストに敗れた。
UEFAカップ 2006-07も、1回戦でCDナシオナルに勝利し、グループステージに進出したが、パリ・サンジェルマンFC、ハポエル・テルアビブFC、FKムラダー・ボレスラフ、パナシナイコスFC相手に0勝4分0敗の4位に終わった。コマンは2005-06シーズン、2006-07シーズンのUEFAカップ全26試合中20試合に出場し、FCラピド・ブカレストの快進撃に貢献した。
2010年、故郷のピテシュティにサッカースクール（ACS FCダヌツ・コマン）を創設した。
2012年7月、FCラピド・ブカレストからFCヴァスルイに移籍した。同年8月1日、UEFAチャンピオンズリーグ 2012-13・予選3回戦のフェネルバフチェSK戦でUEFAチャンピオンズリーグに初出場した。
2013年7月、FCヴァスルイからFCアストラ・ジュルジュに移籍した。
2015年、現役引退を表明した。

## 代表
2005年11月16日、国際親善試合のナイジェリア戦でルーマニア代表デビューを果たした。

## 個人成績
| 国際大会個人成績 | 国際大会個人成績   | 国際大会個人成績 | 国際大会個人成績 | 国際大会個人成績 | 国際大会個人成績 | 国際大会個人成績 |
| 年度             | クラブ             | 背番号           | 出場             | 得点             | 出場             | 得点             |
| UEFA             | UEFA               | UEFA             | UEFA EL          | UEFA EL          | UEFA CL          | UEFA CL          |
| ---------------- | ------------------ | ---------------- | ---------------- | ---------------- | ---------------- | ---------------- |
| 2005-06          | ラピド・ブカレスト |                  | 11               | 0                | -                | -                |
| 2006-07          | ラピド・ブカレスト |                  | 9                | 0                | -                | -                |
| 2011-12          | ラピド・ブカレスト | 1                | 7                | 0                | -                | -                |
| 2012-13          | ヴァスルイ         | 1                | -                | -                | 2                | 0                |
| 2012-13          | ヴァスルイ         | 1                | 1                | 0                | -                | -                |
| 通算             | UEFA               | UEFA             | 28               | 0                | 2                | 0                |

## 所属クラブ
- 1997年7月 - 2004年12月  FCアルジェシュ・ピテシュティ
- → 1999年1月 - 1999年6月  AFC Rocar București (期限付き移籍)
- 2005年1月 - 2008年12月  FCラピド・ブカレスト
- 2009年1月 - 2010年7月  FCブラショヴ
- 2010年8月 - 2012年7月  FCラピド・ブカレスト
- 2012年7月 - 2013年7月  FCヴァスルイ
- 2013年7月 - 2015年  FCアストラ・ジュルジュ